# Colonies du Sud
 (mars 2025).
Si vous disposez d'ouvrages ou d'articles de référence ou si vous connaissez des sites web de qualité traitant du thème abordé ici, merci de compléter l'article en donnant les références utiles à sa vérifiabilité et en les liant à la section « Notes et références ».

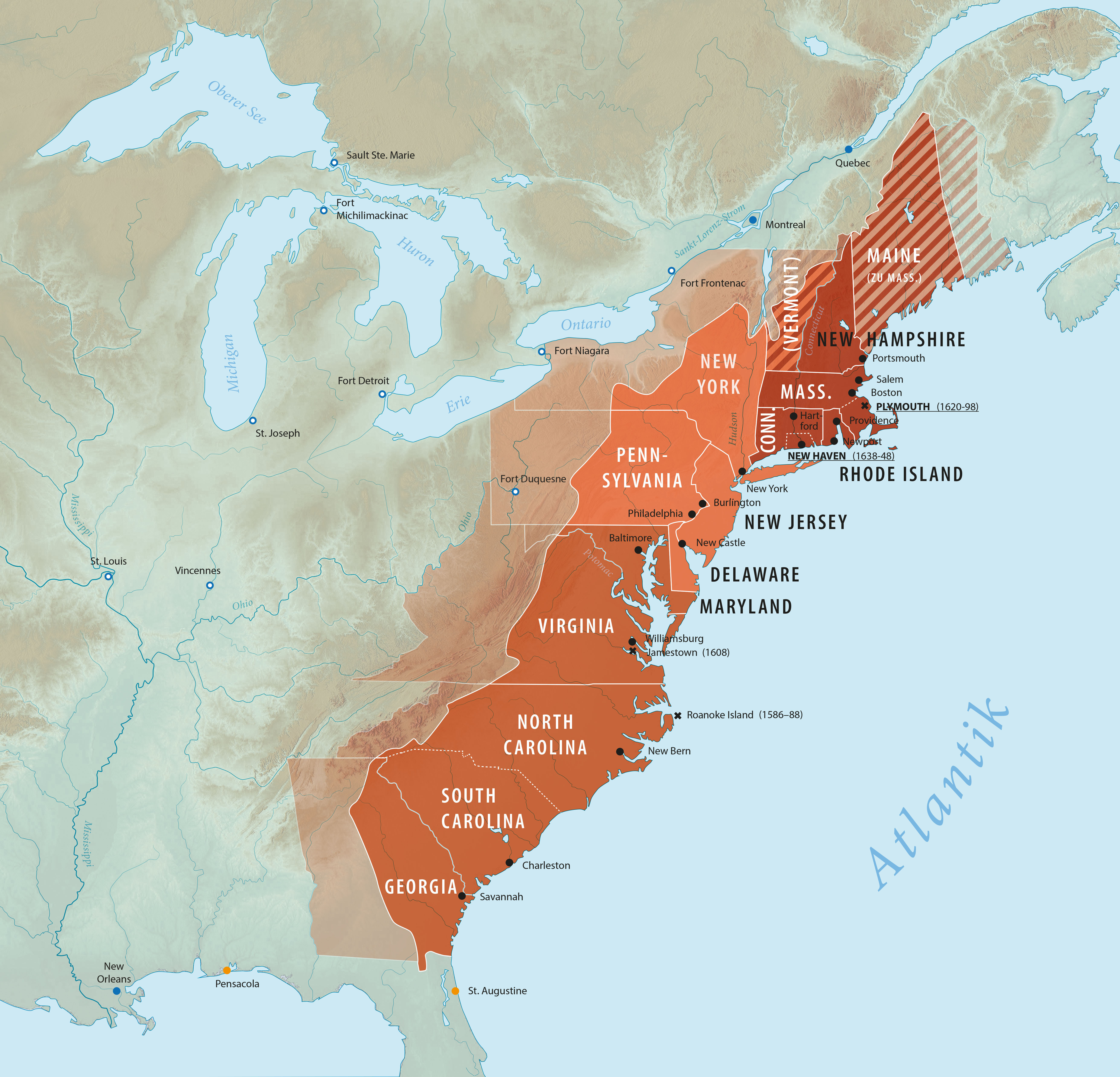
Localisation des colonies du Sud (en marron) au sein des Treize Colonies.

Les colonies du Sud au sein de l'Amérique britannique comprenaient la province du Maryland, la colonie de Virginie, la province de Caroline (divisée en Caroline du Nord et Caroline du Sud en 1712) et la province de Géorgie. Elles furent toutes des proprietary colonies. En 1763, les colonies nouvellement créées de Floride orientale et de Floride occidentale furent ajoutées aux colonies du Sud par la Grande-Bretagne jusqu'à ce que l' Empire espagnol reprenne la Floride. Elles constituaient le noyau historique de ce qui allait devenir les États-Unis du Sud , ou « Dixie ». 
Ces colonies étaient situées au sud des colonies médianes (en) et de la ligne Mason-Dixon, et à l'est d'une ligne tracée le long des Appalaches par la Proclamation royale de 1763 délimitant la « Réserve indienne (en) ».

## Économie
Les colonies du Sud étaient majoritairement rurales, avec de vastes exploitations agricoles, qui recouraient largement à l'esclavage et à la servitude sous contrat. Lors d'une série de troubles civils, la révolte de Nathaniel Bacon façonna le fonctionnement de la servitude et de l'esclavage dans le Sud. Après une série d'attaques contre les Susquehannocks , qui suivirent l'incendie d'une ferme de Bacon par un groupe d'autochtones, Bacon fut arrêté et d'autres mandats d'arrêt furent émis par le gouverneur William Berkeley pour avoir attaqué les autochtones sans sa permission. Bacon évita cependant la détention et incendia Jamestown , en opposition au gouverneur qui lui avait auparavant refusé des terres par crainte d'attaques autochtones. Cependant, Bacon ne considérait pas ses politiques comme totalement conventionnelles, affirmant qu'elles n'assuraient pas la protection des colons anglais , et il fut exclu des clubs sociaux et des groupes d'amis de Berkeley. 
La rébellion prit fin en 1676, après l'envoi initial de troupes par Charles II pour rétablir l'ordre dans la colonie. L'alliance entre les serviteurs européens sous contrat et les Africains (un mélange d'engagés, d'esclaves et de Noirs libres) perturba la classe supérieure coloniale. Celle-ci réagit en durcissant la caste raciale de l'esclavage afin de séparer les deux races des soulèvements ultérieurs unifiés, avec l'adoption du Code de l'esclavage de Virginie en 1705. Elle affaiblit les alliances entre Blancs et Noirs, comme cela s'était produit lors de la rébellion de Bacon.
Les colonies ont développé des économies prospères basées sur la culture de cultures commerciales, telles que le tabac, l'indigo, et le riz. Un effet de la culture de ces cultures a été la présence de l'esclavage dans des proportions significativement plus élevées que dans d'autres parties de l'Amérique britannique.

## Liste des colonies

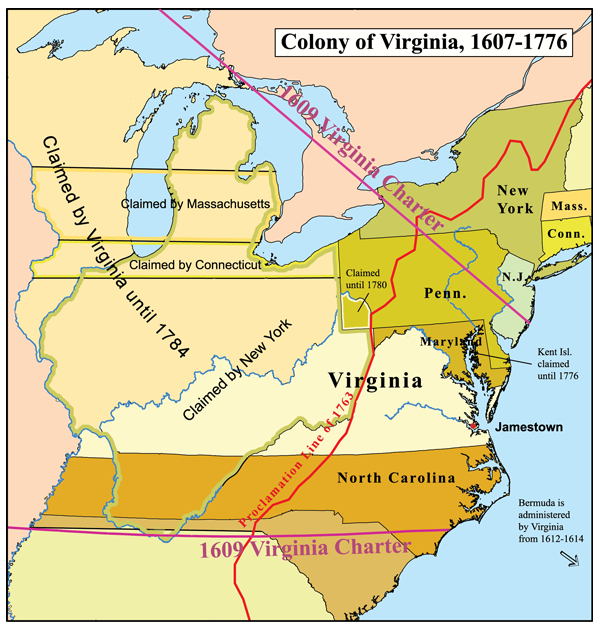
Evolution territoriale de la Virginie.

### Virginie
La colonie de Virginie (aussi connue sous le nom de colonie de Virginie ou province de Virginie , et parfois sous le nom de Dominion et colonie de Virginie ) était une colonie anglaise d' Amérique du Nord qui exista brièvement au XVIe siècle, puis sans interruption de 1607 jusqu'à la Révolution américaine (en tant que colonie britannique après 1707). Le nom de Virginie fut utilisé pour la première fois par Sir Walter Raleigh et la reine Élisabeth Ire en 1584. Jamestown fut la première ville créée par la colonie de Virginie. Après la guerre civile anglaise au milieu du XVIIe siècle, la colonie de Virginie fut surnommée « The Old Dominion » par le roi Charles II en raison de sa loyauté perçue envers la monarchie anglaise à l'époque du Commonwealth d'Angleterre .
Tandis que d'autres colonies étaient fondées, la Virginie continuait de croître. Les planteurs de tabac détenaient les meilleures terres près de la côte, ce qui poussa les nouveaux colons à s'installer à l'intérieur des terres. Sir William Berkeley, gouverneur de la colonie, envoya des explorateurs au-delà des Blue Ridge Mountains pour ouvrir l'arrière-pays de la Virginie à la colonisation.

### Maryland

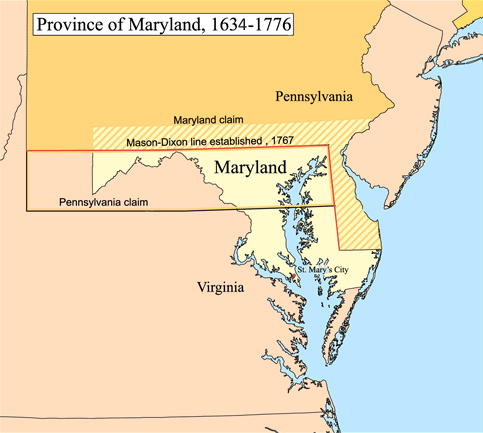
Evolution territoriale du Maryland.

George Calvert reçut une charte du roi Charles Ier pour fonder la colonie du Maryland en 1632. À la mort de George Calvert, Cecilius Calvert, plus tard connu sous le nom de Lord Baltimore, en devint propriétaire. Issu d'une riche famille catholique, Calvert fut le premier particulier (et non une société par actions) à recevoir une concession de la Couronne. Il reçut une concession pour une vaste étendue de terre au nord du Potomac et de chaque côté de la baie de Chesapeake. Calvert projetait de créer un refuge pour les catholiques romains anglais, dont beaucoup étaient des nobles aisés comme lui, qui ne pouvaient pas pratiquer leur culte en public. Il projetait de créer une société seigneuriale agraire où chaque noble posséderait un grand manoir et où les locataires travailleraient aux champs et à d'autres tâches. 
Cependant, le prix extrêmement bas des terres incita de nombreux protestants à s'installer dans le Maryland et à y acheter des terres. Ils devinrent rapidement majoritaires au sein de la population, et en 1642, des tensions religieuses commencèrent à éclater. Calvert fut contraint de prendre le contrôle et de faire adopter le Maryland Toleration Act en 1649, faisant du Maryland la deuxième colonie à bénéficier de la liberté de culte, après Rhode Island . Cependant, cette loi ne contribua guère à la paix religieuse. En 1654, les protestants interdirent le droit de vote aux catholiques, destituèrent un gouverneur partisan de la tolérance et abrogèrent le Toleration Act. Le Maryland resta protestant jusqu'à ce que Calvert reprenne le contrôle de la colonie en 1658.
La Virginie et le Maryland (situés sur la vaste baie de Chesapeake dans le Haut-Sud) étaient également appelés les « colonies de Chesapeake ».

### Caroline

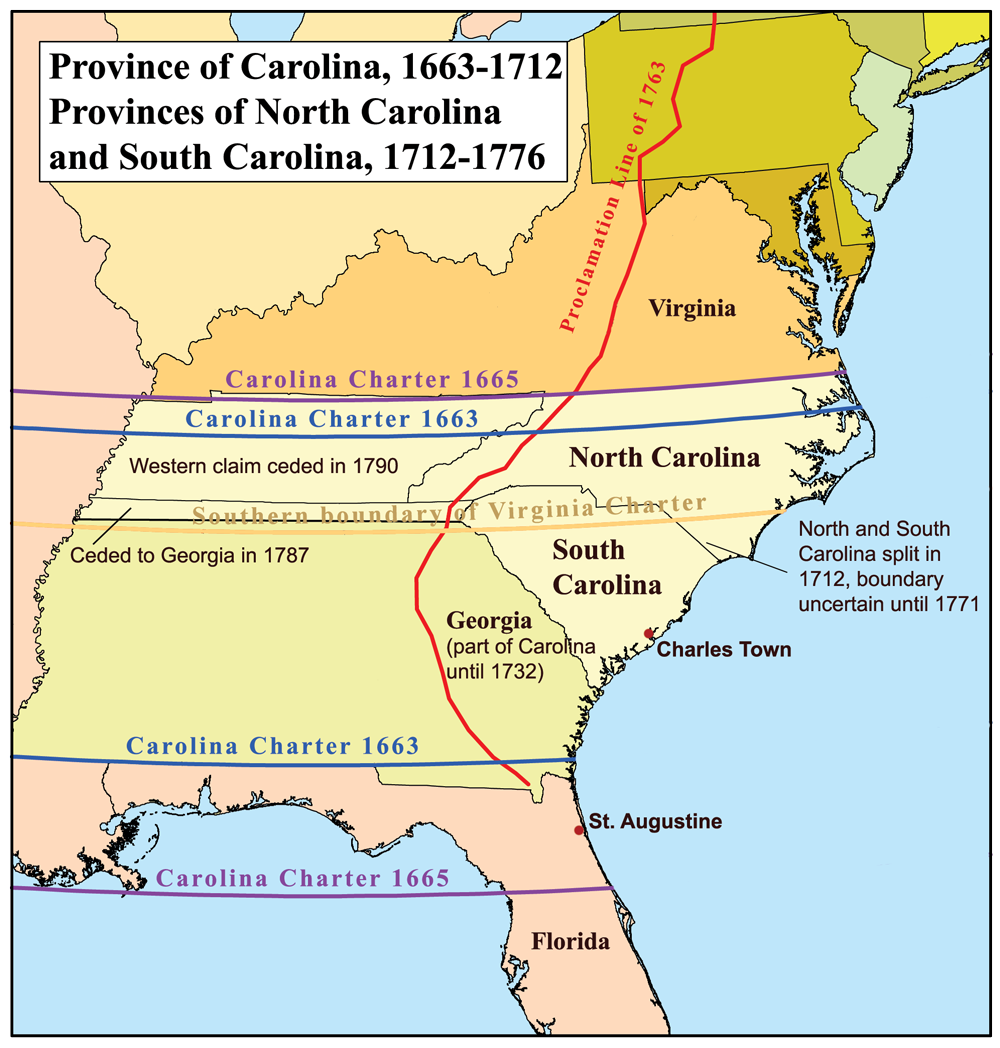
Evolution territoriale de la Caroline.

Le 30 octobre 1629, le roi Charles Ier accorda un brevet à Robert Heath pour les terres au sud du 36e parallèle et au nord du 31e parallèle, « sous le nom, en l'honneur de ce roi, de Carolana ». Heath voulait que la terre soit réservée aux huguenots français, mais lorsque Charles restreignit l'utilisation de la terre aux membres de l' Église d'Angleterre.
Le 24 mars 1663, Charles II accorda une nouvelle charte à huit nobles anglais, les Lords Propriétaires, leur accordant la terre de Caroline en récompense de leur soutien fidèle à ses efforts pour reconquérir le trône d'Angleterre. Dirigée par Anthony Ashley-Cooper, 1er comte de Shaftesbury, la province de Caroline fut contrôlée de 1663 à 1729 par ces seigneurs et leurs héritiers.
Shaftesbury et son secrétaire, le philosophe John Locke , élaborèrent un plan complexe pour gouverner les nombreux arrivants dans la colonie. Les Constitutions fondamentales de la Caroline visaient à assurer la stabilité de la colonie en attribuant un statut politique en fonction de la fortune des colons à leur arrivée, instaurant un système semi-manorial avec un Conseil des Nobles et un plan prévoyant que les petits propriétaires terriens se soumettent à ces nobles. Cependant, les colons ne jugeaient pas nécessaire de suivre les ordres du Conseil.
En 1680, la colonie possédait une importante industrie d’exportation de tabac, de bois et de poix .
En 1691, des dissensions concernant la gouvernance de la province conduisirent à la nomination d'un gouverneur adjoint pour administrer la moitié nord de la Caroline. Après près d'une décennie durant laquelle le gouvernement britannique chercha à localiser et à racheter les propriétaires, les deux Carolines devinrent des colonies royales .

### Géorgie

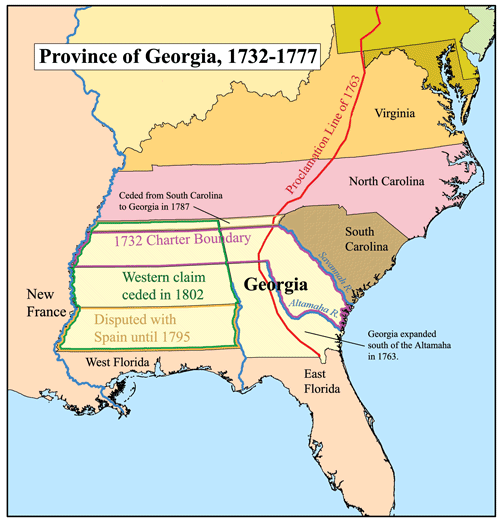
Evolution territoriale de la Géorgie.

La colonie britannique de Géorgie a été fondée par James Oglethorpe le 12 février 1733. La colonie était administrée par les administrateurs de Géorgie en vertu d'une charte émise par et nommée en l'honneur du roi George II. Les administrateurs ont mis en œuvre un plan élaboré pour la colonisation de la colonie, connu sous le nom de plan Oglethorpe , qui envisageait une société agraire de fermiers Yeoman et interdisait l'esclavage. 
En 1742, la colonie a été envahie par les Espagnols pendant la guerre de l'oreille de Jenkins. En 1752, après que le gouvernement n'a pas renouvelé les subventions qui avaient contribué à soutenir la colonie, les administrateurs ont transféré le contrôle à la Couronne , et la Géorgie est devenue une colonie de la Couronne , avec un gouverneur nommé par le roi. Le climat chaud et les terres marécageuses en font un endroit idéal pour la culture de cultures telles que le tabac, le riz, la canne à sucre et l'indigo.

## Après l'indépendance
Les cinq colonies sont parmi des treize États fondateurs des États-Unis, et font par la suite partie intégrante du Sud américain. La particularité culturelle et religieuse (protestants évangéliques) des ces anciennes colonies va s'amplifier au cours du XIXe siècle conduisant à son séparatisme pendant la guerre de Sécession.
Après son indépendance de la Grande-Bretagne en 1776, la colonie de Virginie devint le Commonwealth de Virginie adoptant comme slogan officiel « The Old Dominion ». En 1784, ce dernier abandonne ses revendications sur les terres au nord de la rivière Ohio, qui deviennent en 1787 le territoire du Nord-Ouest. En juin 1792, les comtés occidentaux de la Virginie situés au-delà des Appalaches en sont séparés et sont admis comme l'État du Kentucky. La Virginie-Occidentale est formée après la guerre de Sécession.
En 1790, le territoire du Sud-Ouest fut détaché de la Caroline du Nord qui forma en 1796 l'état du Tennessee.
En 1798, le territoire du Mississippi fut organisé sur les terres réclamées par la Géorgie. Il forma par la suite les actuels États du Mississippi et de l'Alabama.